# Ordinariato militar de Hungría
El ordinariato militar de Hungría (en húngaro: Magyarországi katonai ordinariátus) es una circunscripción eclesiástica latina de la Iglesia católica en Hungría, Inmediatamente sujeta a la Santa Sede. El ordinariato militar tiene al obispo Tibor Berta como su ordinario desde el 18 de febrero de 2021.

## Territorio y organización

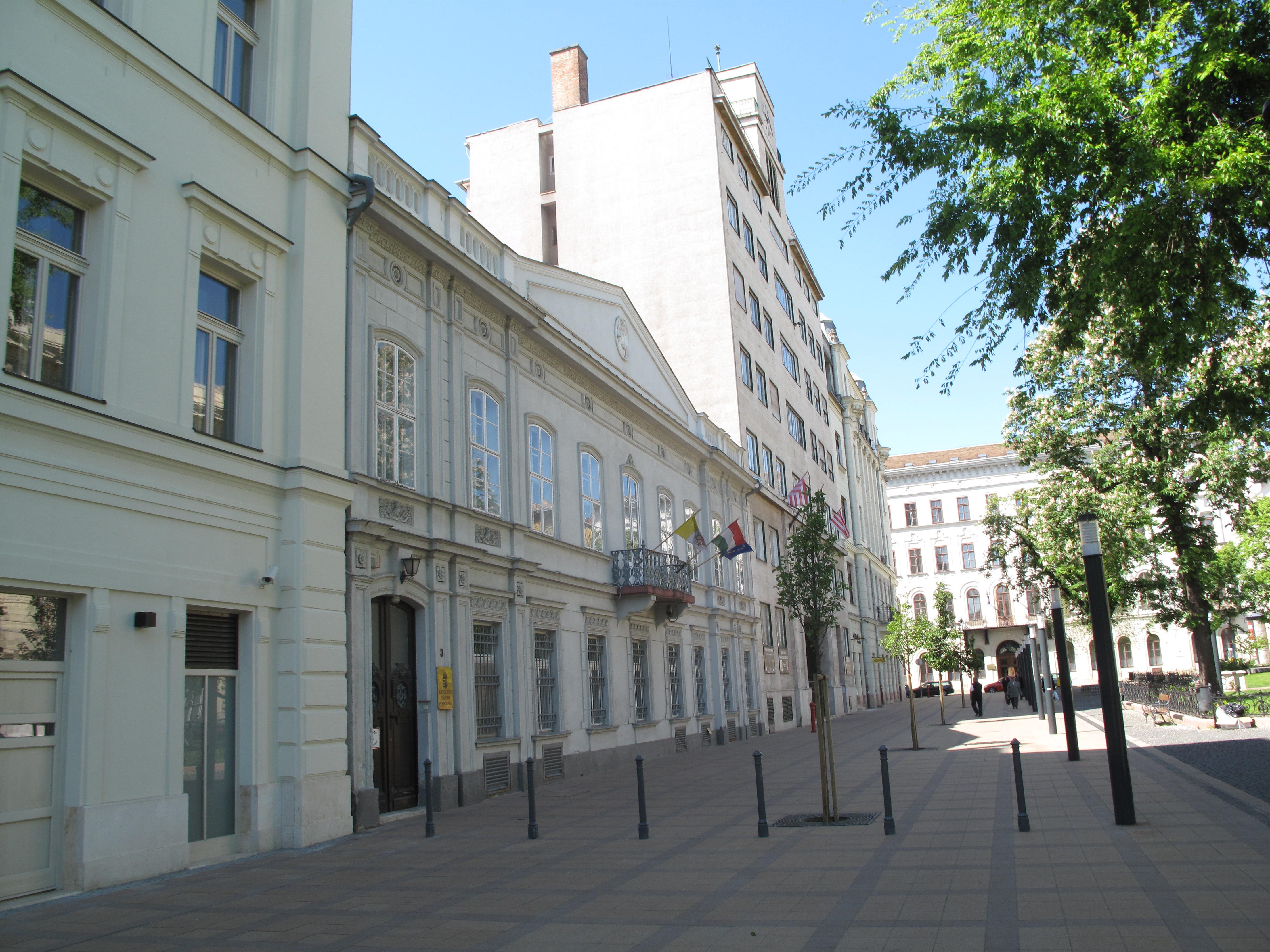
Sede del ordinariato militar

El ordinariato militar tiene jurisdicción personal peculiar ordinaria y propia sobre los fieles católicos militares de rito latino (y otros fieles definidos en los estatutos), incluso si se hallan fuera de las fronteras del país, pero los fieles continúan siendo feligreses también de la diócesis y parroquia de la que forman parte por razón del domicilio o del rito, pues la jurisdicción es cumulativa con el obispo del lugar. Los cuarteles y los lugares reservados a los militares están sometidos primera y principalmente a la jurisdicción del ordinario militar, y subsidiariamente a la jurisdicción del obispo diocesano cuando falta el ordinario militar o sus capellanes. El ordinariato tiene su propio clero, pero los obispos diocesanos le ceden sacerdotes para llevar adelante la tarea de capellanes militares de forma exclusiva o compartida con las diócesis.
La sede del ordinariato militar se encuentra en la ciudad de Budapest, en donde la iglesia de Matías sirve como catedral.
En 2019 en el ordinariato militar no existían parroquias.

## Historia
En el ejército del Reino de Hungría, que formaba parte del Imperio austrohúngaro, inicialmente no existía una forma organizada de asistencia sacerdotal en tiempo de paz, sin embargo una ley de 1912 establecía que en caso de guerra los capellanes debían estar "a disposición de todas las fuerzas armadas para el desempeño de las funciones sacerdotales". En el otoño de 1915, 1615 sacerdotes estaban de servicio en la Defensa, y en 1916 eran 2400, los que cumplieron funciones durante la Primera Guerra Mundial.
En enero de 1920 se aprobó el establecimiento de oficios sacerdotales encabezados por sacerdotes católicos en cada distrito militar, que estaban bajo el control del Ministerio de Asuntos Religiosos e Ilustración Pública. 
Tras la reducción de las fuerzas armadas impuesta por el Tratado de Trianón, en 1922 un decreto sólo suprimió formalmente la diócesis castrense subordinada al Ministerio de Defensa, que sin embargo siguió existiendo orgánica y funcionalmente, dependiente del Ministerio de Culto y Educación Pública. En 1923, junto al católico, se instituyó el ordinariato único protestante con igualdad de derechos y dignidad.
Después del estallido de la Segunda Guerra Mundial en 1939, todos los sacerdotes y seminaristas en edad militar fueron calificados para el servicio militar activo como reserva.
En abril de 1946, 198 sacerdotes militares y civiles estaban presos en Occidente y unos cincuenta en los países del Este. Tras la derrota, el número de capellanes militares fue disminuyendo paulatinamente por acción de las autoridades comunistas: a finales de 1947 había 6 católicos, 6 protestantes y 2 rabinos (los judíos habían sido incluidos en 1945). En 1949 el personal se redujo a dos sacerdotes católicos y dos ministros protestantes. A partir de 1951, sin ningún acto u orden oficial, los capellanes ya no se incluyeron en el personal de defensa y fueron completamente retirados del ejército.
Mediante la promulgación de la constitución apostólica Spirituali Militum Curae por el papa Juan Pablo II el 21 de abril de 1986 los vicariatos militares fueron renombrados como ordinariatos militares o castrenses y equiparados jurídicamente a las diócesis. Cada ordinariato militar se rige por un estatuto propio emanado de la Santa Sede y tiene a su frente un obispo ordinario nombrado por el papa teniendo en cuenta los acuerdos con los diversos Estados. El Gobierno comunista de Hungría era oficialmente ateo y no permitió el establecimiento de un ordinariato militar.
Tras el fin de la era comunista en Hungría, los capellanes regresaron al ejército a principios de la década de 1990. El ordinariato militar fue establecido el 18 de abril de 1994 por el papa Juan Pablo II.

## Estadísticas
De acuerdo al Anuario Pontificio 2020 el ordinariato militar en 2019 tenía 20 sacerdotes.
| Año                                                                             | Población            | Población | Población      | Sacerdotes | Sacerdotes    | Sacerdotes    | Bautizados por sacerdote | Diáconos permanentes | Religiosos | Religiosos | Parroquias |
| Año                                                                             | Bautizados católicos | Total     | % de católicos | Total      | Clero secular | Clero regular | Bautizados por sacerdote | Diáconos permanentes | Varones    | Mujeres    | Parroquias |
| ------------------------------------------------------------------------------- | -------------------- | --------- | -------------- | ---------- | ------------- | ------------- | ------------------------ | -------------------- | ---------- | ---------- | ---------- |
| 2002                                                                            |                      |           |                | 13         | 12            | 1             |                          |                      | 1          |            | 13         |
| 2003                                                                            |                      |           |                | 14         | 13            | 1             |                          |                      | 1          |            | 13         |
| 2004                                                                            |                      |           |                | 14         | 14            |               |                          |                      |            |            | 13         |
| 2013                                                                            |                      |           |                | 14         | 14            |               |                          |                      |            |            |            |
| 2016                                                                            |                      |           |                | 18         | 18            |               |                          |                      |            |            |            |
| 2019                                                                            |                      |           |                | 20         | 20            |               |                          |                      |            |            |            |
| Fuente: Catholic-Hierarchy, que a su vez toma los datos del Anuario Pontificio. |                      |           |                |            |               |               |                          |                      |            |            |            |

## Episcopologio
- István Zadravecz, O.F.M. † (23 de marzo de 1920-1926 renunció)
- István Révész † (3 de marzo de 1928-18 de enero de 1929 falleció)
  - Sede vacante (1929-1994)
- Gáspár Ladocsi (18 de abril de 1994-28 de noviembre de 2001 nombrado obispo auxiliar de Esztergom-Budapest[4])
- Tamás Szabó (28 de noviembre de 2001-15 de marzo de 2007 renunció)
- László Bíró (20 de noviembre de 2008-18 de febrero de 2021 renunció)
- Tibor Berta, desde el 18 de febrero de 2021